# México Metal Fest
México Metal Fest fue un festival mexicano de música Metal originario de Monterrey, Nuevo León, y se realiza en dicha ciudad desde el año 2016. Desde su concepción, han desfilado los mejores exponentes nacionales así como grandes artistas de talla internacional. Actualmente es considerado uno de los festivales más relevantes de América Latina, el cual recibe año con año a miles de asistentes provenientes de diversas nacionalidades.
A la fecha, el festival se separó de sus antiguos socios cacique entretainment los cuales hicieron otra versión del festival en Ciudad de México, el MXMF Metal Fest, el festival "original" se quedó en la ciudad de Monterrey, para celebrar su oficial octava edición.

Cabe resaltar que se trata del primer festival de Metal latinoamericano que revela la fecha y los primeros actos confirmados de su siguiente edición, antes del término de la que está en turno.

## Ediciones

### MxMFV I (2016)
3 de septiembre de 2016. Sede: Cintermex de Parque Fundidora. Asistentes: 8,000:
| - Megadeth - Venom - Overkill - Brujería - Maligno - Arcadia Libre - Transmetal - IRA - Coventrate - Ulvehein AD |

### MxMFV II (2017)
16 de junio  de 2017. Sede: Explanada Sultanes. Asistentes: 11,000:
| - Amon Amarth - Sodom - Abbath - Dark Tranquility - Nervosa - Cerberus - Avatar - Strike Master - Zelichant - LPD |

### MxMFV III (2018)
6 de octubre  de 2018. Sede: Explanada Sultanes. Asistentes: 17,000:
| - Accept - Venom - Cannibal Corpse - Napalm Death - Destruction - Dark Funeral - Obituary - Municipal Waste - I Am Morbid - Scour - The Faceless | - Azrael - Corpse Garden - Maligno - Tulkas - Jet Jaguar - Lust - Evil Entourage - Sacrocurse - The Architect of Nightmares - Caelaluz - Snipers of Babel |

### MxMFV IV (2019)
30 de noviembre  de 2019. Sede: Explanada Sultanes. Asistentes: 22,000:

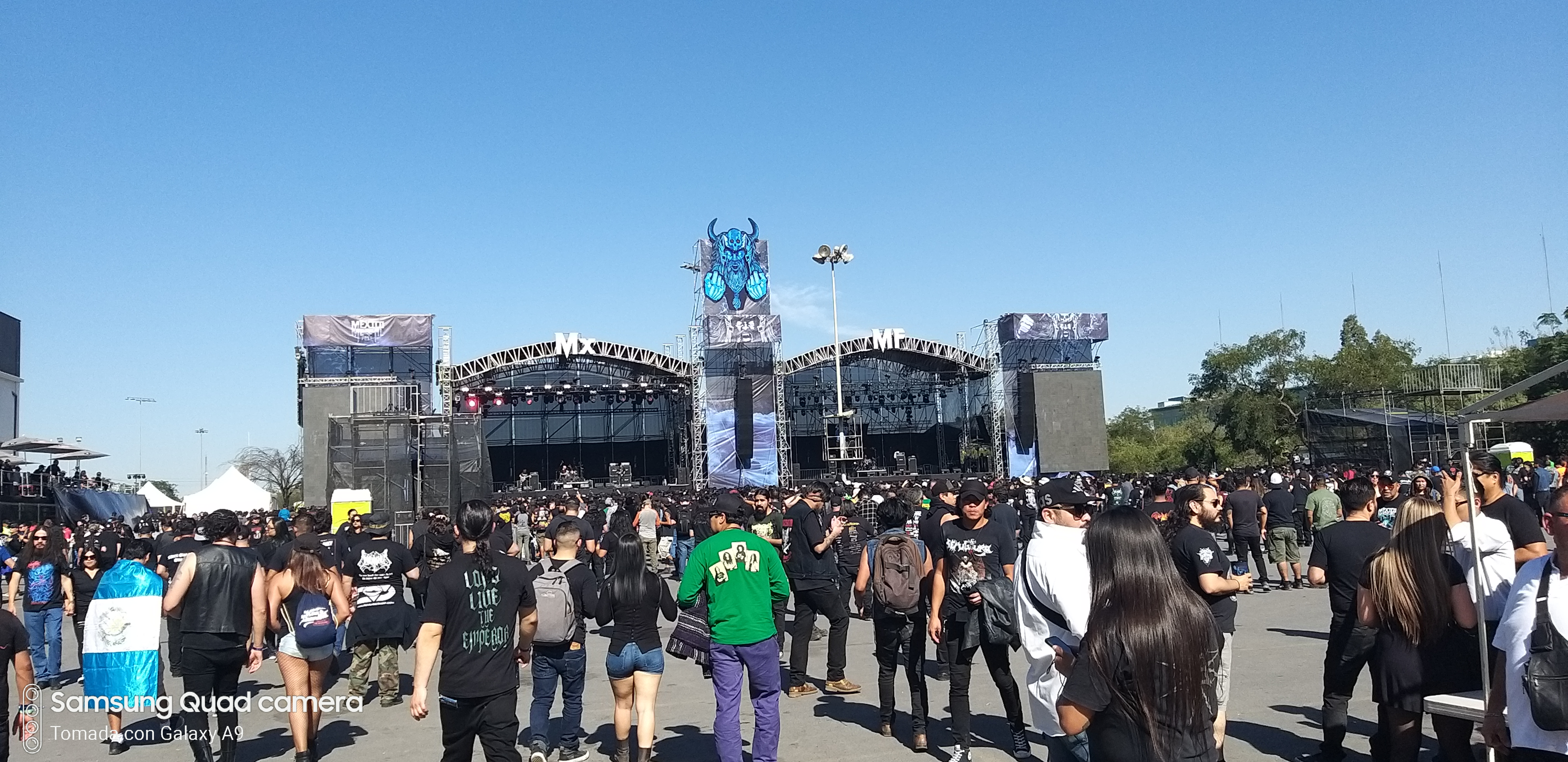
Monterrey - México Metal Fest IV

| - Emperor - HammerFall - Unleashed - Dark Angel - Possessed - Nuclear Assault - Deicide - Six Feet Under - Dying Fetus - Havok - Skull Fist - UADA - Thy Antichrist - Torture Squad - Lépoka | - Gigan - Cuentos de los Hermanos Grind - Thrown Into Exile - Voltax - Majestic Downfall - Mortuary - Pactum - Cerberus - Dios Perro - Ash Nazg Búrz - Introtyl - Fractal Dimension - Repvblika - Folkrieg Techcatl |

### MxMFV V (2022)
23 de septiembre  de 2022. Sede: Expo Guadalupe. Asistentes: 30,000:
| - Kreator - Hellhammer Performed By Triumph Of Death - Dismember - Rotting Christ - Cradle of Filth - Sodom - Destruction - Grave Digger - Pentagram - Tankard - Suffocation - Belphegor - Batushka - Burning Witches | - Carach Angren - Cenotaph - Total Death - Cemican - Daeria - Abyss of Perdition - Panteón - Dark Matter - Intoxxxicated - Anima Tempo - Argentum - Oversteel - Ancestry - Fightback |

Debido a la posposición del festival en 2020 y 2021 así como sucesos fuera de control de la producción, las siguientes bandas no se pudieron reagendar por lo que fueron reemplazadas: